# Clarence Kea
Clarence Leroy Kea (* 2. Januar 1959 in Wilmington (North Carolina)) ist ein ehemaliger US-amerikanischer Basketballspieler.

## Laufbahn
Der kraftvolle Innenspieler (zwei Meter groß) gewann während seiner Zeit an der Lamar University (1976 bis 1980) im US-Bundesstaat Texas mit der Hochschulmannschaft zweimal den Meistertitel in der Southland Conference. Mit 1143 Rebounds setzte er sich an die Spitze von Lamars ewiger Bestenliste, mit 1814 Punkten eroberte er den vierten Rang.
Die Dallas Mavericks entschieden sich beim Draftverfahren der NBA im Jahr 1980 für Kea, sicherten sich die Rechte an 169. Stelle (achte Auswahlrunde). Zwischen 1980 und 1982 bestritt er 51 NBA-Spiele für die Texaner, in denen er im Durchschnitt 3,9 Punkte und 2,5 Rebounds erzielte. Er weilte in dieser Zeit aber nicht ausschließlich im Aufgebot der Dallas Mavericks, sondern spielte 1980/81 teils auch für die Lehigh Valley Jets und 1981/82 für die Anchorage Northern Knights (jeweils Continental Basketball Association (CBA)). In derselben Liga stand er 1982/83 bei den Detroit Spirits unter Vertrag, ehe er nach Italien wechselte und dort bis 1984 den Erstligisten Bancoroma Roma verstärkte, mit dem er im Frühjahr 1983 italienischer Meister wurde. Im März 1984 stand er mit Rom im Endspiel um den FIBA Europapokal der Landesmeister und traf dort auf den FC Barcelona. Der US-Amerikaner trug neun Punkte und neun Rebounds zum Gewinn der Partie und damit zum Europapokalsieg bei. 1984/85 spielte Kea für Hapoel Holon in Israel.
Im Spieljahr 1985/86 stand er in Diensten von Fantoni Udine (Italien), zwischen 1986 und 1988 spielte Kea für Limoges CSP in Frankreich. In der Saison 1986/87 überzeugte er in der französischen Liga mit 17,5 Punkten und 12,0 Rebounds je Begegnung, in seinem zweiten Jahr in Limoges (1987/88) kam der US-Amerikaner auf Mittelwerte von 13,3 Punkten und 9,2 Rebounds je Begegnung. 1987 erreichte Kea mit Limoges die Endspiele des Korać-Cups, unterlag dort mit seiner Mannschaft aber dem FC Barcelona. Im März 1988 siegte er mit den Franzosen im Endspiel des Europapokals der Pokalsieger, Kea erzielte in der Partie gegen Joventut de Badalona 22 Punkte und holte acht Rebounds. 1988 wurde er mit CSP ebenfalls französischer Meister und Pokalsieger.
Zwischen 1988 und 1991 stand Kea bei Neutroroberts Florenz in Italien unter Vertrag und erzielte dort in jedem seiner drei Spielzeiten jeweils zweistellige Mittelwerte in den Kategorien Punkte und Rebounds. Seine besten Werte in Florenz verbuchte er 1990/91 mit 18,9 Punkten und 13,9 Rebounds pro Partie. Kea zog nach Spanien weiter, stand dort 1991/92 beim Erstligisten Juver Murcia unter Vertrag, für den er pro Begegnung 16,8 Punkte und 12,9 Rebounds erreichte. 1992/93 war der US-Amerikaner in derselben Spielklasse Leistungsträger von Coren Ourense. Im Anschluss an die Saison in Ourense (12,7 Punkte, 12,3 Rebounds/Spiel) wurde er von der Zeitschrift Gigantes del Basket als bester Verteidiger der Liga ACB ausgezeichnet.
Sein letztes Jahr als Berufsbasketballspieler verbrachte Kea 1993/94 bei Ülkerspor in der Türkei.